# Madison Square
Madison Square é um bairro de Manhattan, em Nova Iorque, formado pela interseção da Quinta Avenida com a Broadway na 23rd Street. O nome é uma homenagem à James Madison, quarto Presidente dos Estados Unidos.
O parque e o bairro estão ao norte de Flatiron District. O termo "Madison Square" caiu em desuso para se referir ao bairro, sendo pouco utilizado. Madison Square é, provavelmente, mais conhecido por ter emprestado seu nome ao Madison Square Garden, uma arena esportiva localizada ao norte do parque até 1925.